# Juan Baños de Velasco

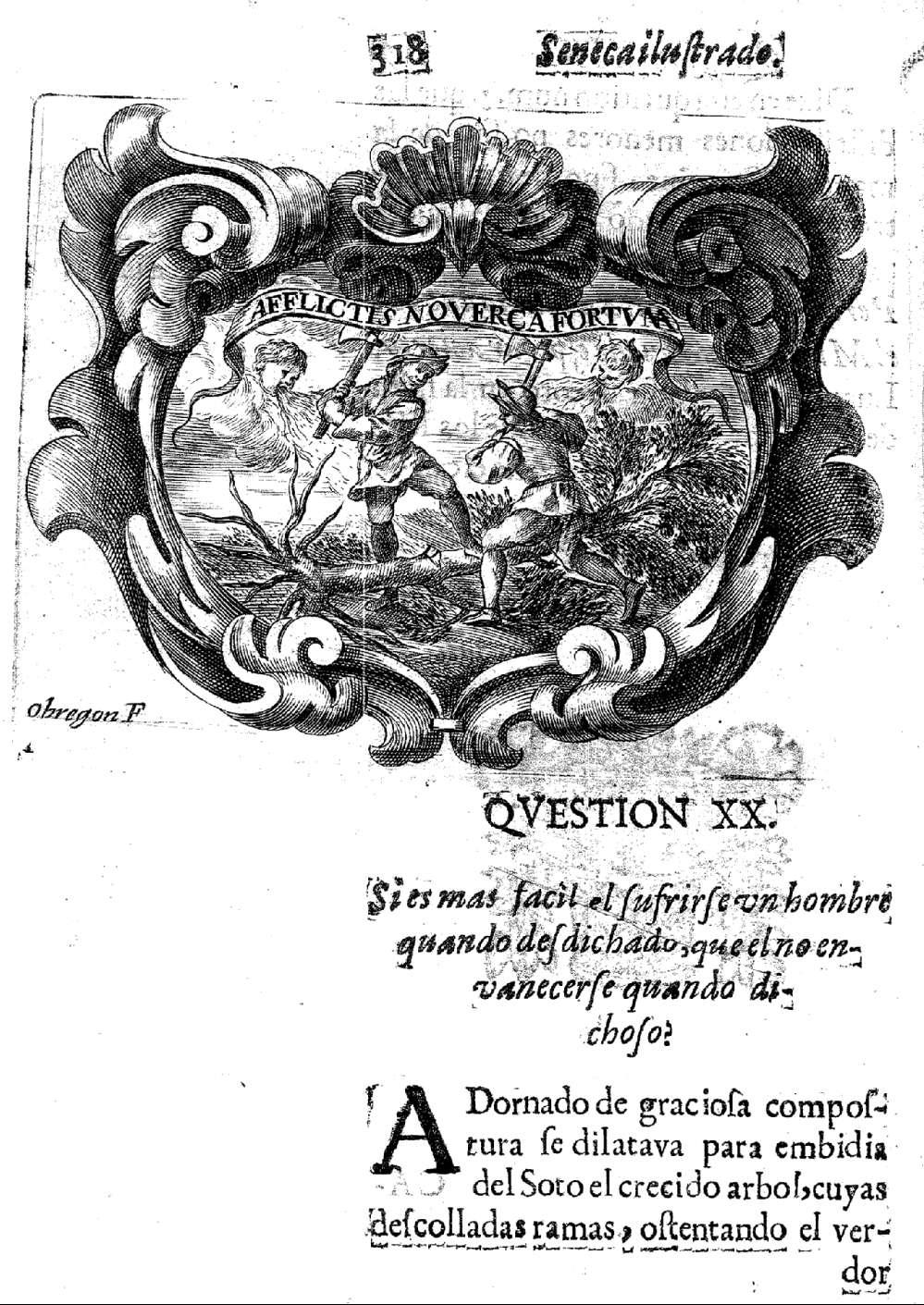
L. Anneo Séneca ilustrado en blasones políticos y morales..., Madrid, 1670; «questión XX», grabado de Diego de Obregón: «Si es más fácil el sufrirse un hombre quando desdichado, que el no envanecerse quando dichoso?».

Juan Baños de Velasco y Acebedo (Miranda de Ebro, 1615-1682) fue un escritor político español, genealogista, cronista general de Castilla y rey de armas. 

## Biografía
Senequista y defensor a ultranza de la nobleza de sangre en términos rígidamente tradicionalistas, Juan Baños de Velasco fue autor de tratados político-morales y de trabajos históricos, como la continuación de la Historia pontifical, general y católica de Gonzalo de Illescas, cuya sexta parte publicó en 1678.
En 1670 sacó en Madrid, en la imprenta de Mateo de Espinosa y Arteaga, su obra más citada: L. Anneo Séneca, ilustrado en blasones políticos, y morales, y su impugnador impugnado de sí mismo, tratado dedicado a Juan José de Austria cuyo retrato aparece en el frontispicio, grabado por Pedro de Villafranca. Considerado libro de emblemas –aunque él no utiliza ese nombre, sino el de blasones- cada una de las 23 questiones que lo componen se ilustran con grabados calcográficos, 19 de ellos firmados por Marcos Orozco y los cuatro restantes por Diego de Obregón, seguidos de mote y explicación en prosa. Baños respondía con ella a la obra del cronista Alonso Núñez de Castro –a la que ya había replicado Diego Ramírez de Albelda–, Séneca impugnado de Séneca en questiones políticas y morales (2ª edición, ampliada, 1661), en la que Núñez de Castro destacaba las contradicciones en las que a su juicio había incurrido Séneca.
Defensor ardiente de la nobleza de sangre como transmisora de la virtud y méritos de los ascendientes, frente a quienes anteponían la virtud personal a la nobleza heredada, Baños sostenía el concepto de la sangre noble y generosa inherente al linaje, en respuesta a Núñez de Castro pero también, con frecuencia, en polémica con Diego Saavedra Fajardo. En su férrea defensa de la superioridad de la sangre y en abierta polémica llegaba a afirmar que Cristo prestó poca atención a «gente tan baladí como esta plebe». La nobleza, dirá, es el brazo derecho del rey: «Príncipe a quien le falta el brazo derecho de los nobles no diga que tiene espada para defender su reino y castigar los rebeldes».

## Obras
Entre sus obras cabe mencionar también El hijo de David, Salomón coronado, y acciones de su minoridad. Premio de la obediencia, y castigo de la ambición, y tiranía de sus hermanos, política de príncipes, historiada con morales advertencias, para escarmiento exemplar a los vasallos, obra impresa en Madrid en 1672 por Francisco Sanz, impresor del reino, en la que Baños extrae lecciones morales y políticas de la juventud del rey Salomón, y una nueva aproximación a la obra de Séneca, El ayo, y maestro de príncipes Séneca en su vida. A la magestad católica del Rey nuestro señor Don Carlos segundo de este nombre El Deseado, Monarca glorioso de dos Mundos , en Madrid, por Francisco Sanz, 1674, en la que defendía la figura del valido como necesaria al rey y a sus súbditos.
En la Política militar de príncipes (1680), un característico tratado de educación de príncipes, dedicado a Carlos II, declaraba en el «Argumento de la obra» haber aprendido de la milicia en la lectura de los clásicos tanto como en la práctica, habiéndose ejercitado en Cataluña, «siendo discípulo de los mayores soldados que tuvo el Rey en sus ejércitos». Su defensa del decisivo papel de la nobleza en las funciones militares iba, sin embargo, a contracorriente, cuando cada vez era más patente el alejamiento de las familias nobles de la milicia.